# Institut Mines-Télécom
Pour les articles homonymes, voir IMT et GET.
L’Institut Mines-Télécom, en abrégé IMT, est un établissement public rattaché au ministère de l'Économie et des Finances, voué à l’enseignement supérieur et la recherche pour l'innovation dans les domaines de l'ingénierie et du numérique au service de l'industrie. Il regroupe les écoles des mines et les écoles des télécommunications françaises (écoles publiques d'ingénieurs habilitées par la CTI), qui pour la plupart dépendent du même ministère. Il est placé sous la tutelle du Conseil général de l'économie, de l'industrie, de l'énergie et des technologies.
Créé en 1996, il est nommé Groupe des écoles des télécommunications, puis institut Télécom. En mars 2012, les Écoles des Mines, sous tutelle du ministère de l'Industrie, qui s'étaient rassemblées dans le Groupe Ecoles des Mines (GEM), lui sont rattachées. Il prend alors le nom d'institut Mines-Télécom, ainsi que le statut de grand établissement.
L'IMT a participé à la création d’Université Paris-Saclay et participe maintenant à la création de l'Institut polytechnique de Paris, son siège se trouve à Palaiseau sur le plateau de Saclay depuis 2019.

## Historique
À l’origine, les écoles des mines et celles des télécommunications constituaient des écoles d’ingénieurs mais aussi des écoles de la haute fonction publique, permettant l’accès au Corps des mines ou à celui des télécommunications.

### Les écoles des mines

Logo du groupe des écoles des mines.

L’École des mines de Paris est créée en 1783 pour répondre aux besoins en ingénieurs de l’industrie minière qui était alors au cœur de la problématique industrielle. Elle deviendra une école d’application de l’École polytechnique, elle-même créée en 1795. L’École des mines de Saint-Étienne est ensuite créée en 1816 pour former des maîtres mineurs. Ces écoles prennent ensuite la dénomination « École nationale des mines ». Puis ce sont les écoles d'Alès et de Douai qui sont créées en 1843 et 1878. En 1919[réf. nécessaire], est fondé l'Institut métallurgique et minier, qui deviendra ultérieurement l’École nationale supérieure des mines de Nancy.
En 1991, les quatre écoles des mines de Paris, Saint-Étienne, Douai et Alès, qui étaient alors des services du ministère de l’Industrie, deviennent des établissements publics à caractère administratif sous la tutelle du ministre chargé de l’Industrie. Ce statut est également attribué à l’École nationale supérieure des techniques industrielles et des mines de Nantes, créée par un décret du même jour, et à l’École nationale supérieure des techniques industrielles et des mines d’Albi-Carmaux, créée en 1993. Ces deux dernières écoles ainsi que celles d’Alès et de Douai sont des « écoles nationales supérieures des techniques industrielles et des mines » (ENSTIM), qui avait pour particularité d'admettre leurs élèves après la première année post-bac.
Dans les années 2000, un Groupe des Écoles des Mines (GEM) est créé dans un cadre informel entre ces six en y associant également l’École nationale supérieure des mines de Nancy, école interne de l’Institut national polytechnique de Lorraine et qui participe au concours commun Mines-Ponts au même titre que les écoles des mines de Paris et de Saint-Étienne. Le groupe des écoles des mines (GEM) disparaît lors  de la création de l'institut Mines-Télécom en 2012, date à laquelle l'appellation des sept écoles est uniformisée en « École nationale supérieure des mines ».

### Les écoles des télécommunications

Logo de l’institut Télécom en 2009.

En 1878, l’École supérieure de télégraphie est créée. Elle devient l’École nationale supérieure des télécommunications en 1942. Puis l’École nationale supérieure des télécommunications de Bretagne est créée en 1977 et l’Institut national des télécommunications (INT) en 1979. Ces écoles sont rattachées à la direction générale des Télécommunications, qui devient en 1990 l’exploitant autonome de droit public « France Télécom, ».
En 1996, France Télécom devient une société anonyme, et certaines de ses missions sont reprises en charge par l’État ou par des autorités administratives indépendantes. Ainsi le groupe des Écoles des télécommunications (GET) est créé en tant qu’établissement public à caractère administratif sous la tutelle du ministre chargé des Télécommunications. Il est alors composé de trois écoles :  l’École nationale supérieure des télécommunications ; l’École nationale supérieure des télécommunications de Bretagne ; l’Institut national des télécommunications. En 2009, le GET est renommé « institut Télécom ».

### Rapprochement des écoles

Logo de l’institut Mines-Télécom en 2012.

Logo de l’institut Mines-Télécom en 2013.

En 2009, le Corps des mines fusionne avec celui des télécommunications et le Conseil général de l'industrie, de l'énergie et des technologies succède au Conseil général des mines et au Conseil général des technologies de l'information. Dans un contexte de regroupements et de fusions des établissements d’enseignement supérieur français, l’institut Mines-Télécom est créé le 1er mars 2012, en succédant à l’institut Télécom. Le nouvel institut a le statut de grand établissement (EPSCP) sous la tutelle du ministre chargé de l’Industrie et du ministre chargé des Communications électroniques. Il comporte quatre écoles internes : Télécom Paris (anciennement Télécom ParisTech ou École nationale supérieure des télécommunications), Télécom Bretagne, Télécom SudParis et Télécom École de Management (les deux dernières étant issues de la scission de l’Institut national des télécommunications). Les six Écoles des mines, renommées pour l’occasion, sont rattachées à l’institut, mais restent des établissements autonomes,. L’institut devient membre de la communauté d'universités et établissements « université Paris-Saclay » en décembre 2015, l’ensemble de Télécom Paris, certaines activités de Télécom SudParis et la direction générale de l’institut devant déménager sur ce campus en 2019. Un temps évoqué, le déménagement de l’École des mines de Paris est lui annulé.
En 2017, les écoles des mines hors celle de Paris deviennent des écoles internes ; les écoles nationales supérieures des mines ou des télécoms Atlantique Bretagne Pays de la Loire et Lille Douai sont créées par fusion,,. Des fusions entre Télécom SudParis et l’ENSIIE, ou entre Télécom SudParis et Télécom Paris sont envisagées, mais restent sans suite.

### Membre du W3C
L'IMT est membre du W3C.

## Les écoles

### Les écoles internes

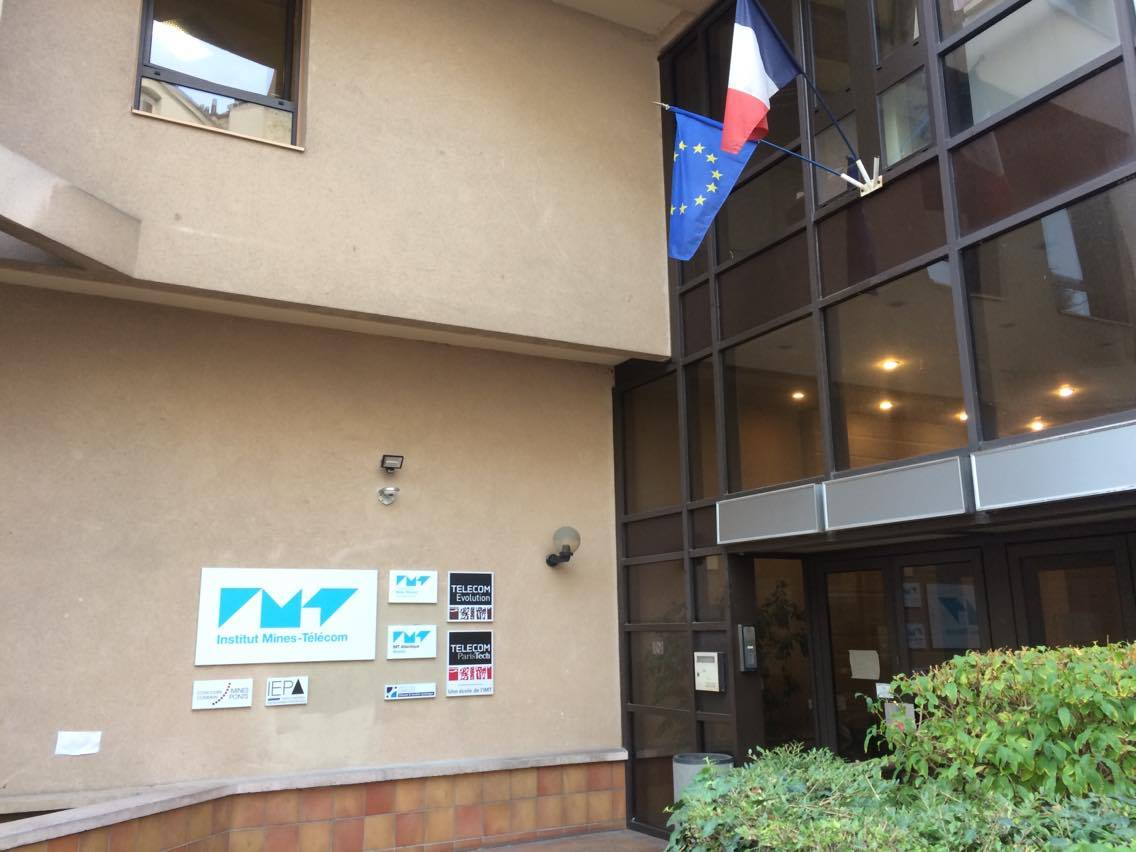
L'ancien siège de l’IMT est situé au 37-39 rue Dareau, à.

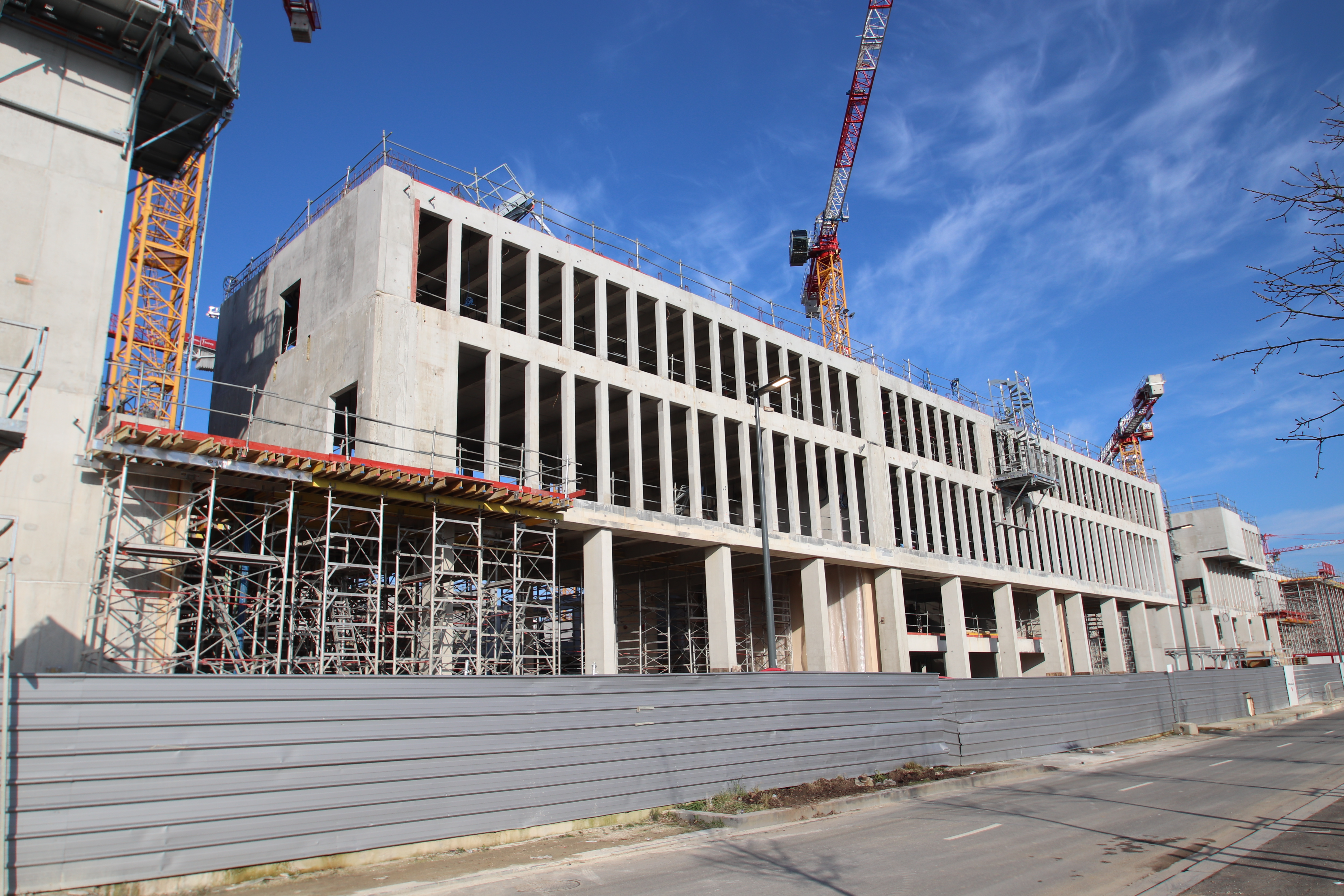
Construction des nouveaux locaux à Palaiseau en 2018.

L'IMT est composé de plusieurs écoles internes :
1. l’École nationale supérieure des mines d'Albi-Carmaux ;
2. l’École nationale supérieure des mines d'Alès ;
3. l’École nationale supérieure des mines de Saint-Étienne ;
4. Télécom Paris (Institut polytechnique de Paris) ;
5. Télécom SudParis (Institut polytechnique de Paris) ;
6. Institut Mines-Télécom Business School ;
7. l’École nationale supérieure Mines-Télécom Atlantique Bretagne Pays de la Loire « IMT Atlantique » (fusion de Télécom Bretagne et des mines de Nantes) ;
8. l’École nationale supérieure Mines-Télécom Lille Douai « IMT Nord Europe » (fusion des Mines de Douai avec Télécom Lille).

### Les filiales
L'IMT possède des participations dans les filiales :
1. Eurecom à Sophia Antipolis ;
2. L'institut supérieur d'ingénierie de la conception (InSIC) à Saint-Dié-des-Vosges ;

### Les écoles associées
L'IMT entretient des relations étroites avec plusieurs écoles associées (par décret) :
1. L’école nationale supérieure des mines de Paris (Mines Paris)[18] ;
2. L'école nationale supérieure d'informatique pour l'industrie et l'entreprise (ENSIIE) à Évry[19] ;

### Les écoles "partenaires stratégiques"
L'IMT entretient des relations étroites avec plusieurs partenaires stratégiques (sous convention) :
1. L'école nationale supérieure des mines de Nancy (Mines Nancy) ;
2. Télécom Physique Strasbourg[20] ;
3. L'école nationale supérieure de l'électronique et de ses applications (ENSEA) à Cergy[21] ;
4. L'école supérieure d'ingénieurs en génie électrique (ESIGELEC) à Saint-Étienne-du-Rouvray[22] ;

### Les écoles affiliées
L'IMT compte également 8 écoles affiliées :
1. Télécom Nancy ;
2. Télécom Saint-Étienne ;
3. L'ENSEIRB-MATMÉCA à Bordeaux ;
4. L'INP-ENSEEIHT à Toulouse ;
5. L'ENSG à Nancy ;
6. SIGMA Clermont ;
7. L'ENIB à Brest ;
8. L'ENSSAT à Lannion ;

## Succession des directeurs généraux
| Identité                     | Période          | Période          |
| Identité                     | Début            | Fin              |
| ---------------------------- | ---------------- | ---------------- |
| Jean-Claude Jeanneret (d)    | mars 2012        | 14 juillet 2014  |
| Philippe Jamet               | 15 juillet 2014  | 14 juillet 2019  |
| Par intérim : Philippe Jamet | 15 juillet 2019  | 2 septembre 2019 |
| Odile Gauthier (d)           | 2 septembre 2019 | 19 août 2024     |
| Cécile Dubarry (d)           | 19 août 2024     | En cours         |

| Identité          | Période         | Période     |
| Identité          | Début           | Fin         |
| ----------------- | --------------- | ----------- |
| Claude Imauven    | 15 février 2016 | 3 mars 2020 |
| Olivier Huart (d) | 3 mars 2020     | En cours    |

### Textes réglementaires
- Décret du 9 juillet 2024 portant nomination du directeur général de l'Institut Mines-Télécom - Mme DUBARRY (Cécile)
- Décret no 91-1033 du 8 octobre 1991 relatif à l’Ecole nationale supérieure des mines de Paris (Mines ParisTech)
- Décret no 91-1034 du 8 octobre 1991 relatif à l’Ecole nationale supérieure des mines de Saint-Etienne (Mines Saint-Etienne) (abrogé)
- Décret no 91-1035 du 8 octobre 1991 relatif à l’Ecole nationale supérieure des mines d'Alès (Mines Alès) (abrogé)
- Décret no 91-1036 du 8 octobre 1991 relatif à l’Ecole nationale supérieure des mines de Douai (Mines Douai) (abrogé)
- Décret no 91-1037 du 8 octobre 1991 relatif à l’Ecole nationale supérieure des mines de Nantes (Mines Nantes) (abrogé)
- Décret no 93-38 du 11 janvier 1993 relatif à l’Ecole nationale supérieure des mines d'Albi-Carmaux (Mines Albi-Carmaux) (abrogé)
- Décret no 96-1177 du 27 décembre 1996 modifié portant création de l'institut Télécom (abrogé)
- Décret no 2012-279 modifié du 28 février 2012 relatif à l’institut Mines-Télécom
- Décret no 2016-1527 modifié du 14 novembre 2016 modifiant le décret n° 2012-279 du 28 février 2012 relatif à l'Institut Mines-Télécom